# Острво Ларго (филм)
Острво Ларго (енгл. Key Largo) амерички криминалистички филм из 1948. који је режирао Џон Хјустон. Главне улоге играју: Хамфри Богарт, Едвард Г. Робинсон, Лорен Бакол, Лајонел Баримор и Клер Тревор. Филм је лабаво заснован на позоришном комаду Максвела Андерсона.

## Улоге
| Глумац             | Улога                 |
| ------------------ | --------------------- |
| Хамфри Богарт      | Френк Маклауд         |
| Едвард Џ. Робинсон | Џони Роко             |
| Лорен Бакол        | Нора Темпл            |
| Лајонел Баримор    | Џејмс Темпл           |
| Клер Тревор        | Геј Дон               |
| Томас Гомез        | Ричард 'Коврџави' Хоф |
| Хари Луис          | Едвард Тутс Бас       |
| Џон Родни          | заменик Клајд Сојер   |
| Марк Лоренс        | Зиги                  |
| Ден Симор          | Ејнџел Гарсија        |
| Монти Блу          | шериф Бен Вејд        |
|                    | Ралф Фини             |